# Boss DD-7 Digital Delay
Boss DD-7 Digital Delay är en effektpedal för gitarr, tillverkad av Roland Corporation under varumärket Boss från 2008. Effektpedalen tillverkades i Taiwan och senare Malaysia.

## Historia
Boss DD-7 Digital Delay är en vidareutveckling av Boss DD-6 Digital Delay, och den femte versionen i serien Digital Delay. Den lanserades på Musikmesse i Frankfurt i Tyskland i mars 2008. Förutom funktionerna som finns på den tidigare DD-6 har DD-7 längre delaytid, kontakt för tap tempo eller expressionspedal, emulering av DM-2 Delay samt ett nytt läge för modulationsdelay. Den har även läget HOLD, som kan spela in och återge ljud upp till 40 sekunder.
Pedalens uppföljare Boss DD-8 Digital Delay lanserades 2019.